# 他們在畢業的前一天爆炸2
《他們在畢業的前一天爆炸2》（英語：Days We Stared at the Sun II）是一部2017年的台灣電視劇，為《他們在畢業的前一天爆炸》的續集，由鄭有傑製作及執導，楊烈、巫建和、宋柏緯、王丁筑和胡廣雯領銜主演，故事以2010年代的台灣社會議題為藍本，描述由宋柏緯飾演的青年何士戎在太陽花學運發生後，痛心於臺灣媒體亂象並成為記者，他揭發了大型企業的黑幕，但企業總裁未能受到法律制裁，他便綁架對方甚至自焚。劇集自2017年7月29日起至同年9月2日止於公視播出，共六集。
劇集在播出之後受到好評，尤其是劇中與臺灣社會議題相關之處更是受到盛讚。在第53屆金鐘獎中，《他們在畢業的前一天爆炸2》劇集、旗下演員和工作人員一共入圍了11個獎項，最終劇集獲得了迷你劇集獎，而導演鄭有傑獲得了迷你劇集(電視電影)導演獎。

## 製作

### 主題
在2010年播出的《他們在畢業的前一天爆炸》以主角陳浩遠的死做為結局後，導演鄭有傑本來沒有要拍攝續集的打算，但自2010年起，臺灣經歷了包括太陽花學運在內的許多重大事件，認為故事有繼續延伸的空間，且鄭有傑受到李察·林克雷特的電影《年少時代》影響，認為續集可以記錄演員的成長，便決定著手製作續集，並在2016年7月開拍。鄭有傑表示，這部續集是為替年輕人發聲而拍，並期待年輕的觀眾可以在這部戲中看到自己成長的軌跡。相較於前作探討青春與成長的校園議題，《他們在畢業的前一天爆炸2》的劇情反映了財團介入媒體、臺灣主權認同、房價過高、過勞及低薪等議題，影射周子瑜國旗事件，更還原了太陽花學運場景。雖然以時事做為題材，但鄭有傑表示那些並非故事的主題，《他們在畢業的前一天爆炸2》的本質是人的追尋與成長，而這部劇集以年輕人的角度看待這些事件，是為了描述角色離開學校踏入社會後面臨的無情現實，並表達出必須懂得捍衛自身權益，才有改變機會。和第一季時以男主角的死作為結局不同，本劇的男主角並沒有在結局時死亡。鄭有傑表示：「世界不會因為一個英雄改變什麼，就因此變好，如同第1季陳浩遠犧牲了生命，但世界並沒有因此改變」，並期許觀眾在看完第二季後，能理解「活著才有可能改變世界」的理念。

### 選角
第一部的兩位要角蔡成揖和王丁筑由原班人馬巫建和和王丁筑飾演，此外巫建和還兼任武術指導，引導第三集衝突戲中的演員動作。雖然有這二位延續自前作的角色，但鄭有傑認為與第一部間隔的時間長達七年，所以便當作全新的故事進行拍攝，而在拍攝過程中也見證了演員的成長。在第一部時，巫建和和王丁筑皆是新人，而在七年後拍攝此劇時，鄭有傑認為巫建和更加內斂，且內心隱藏著令人起雞皮疙瘩的強大力量，而王丁筑則成長為具有女性魅力的演員。
男主角何士戎由宋柏緯飾演，這是他首次擔任電視劇男主角。何士戎的個性熱血純粹、行動力強，就如同第一部的男主角陳浩遠，宋柏緯在18歲時看到前作時就十分喜歡，在試鏡兩次後被鄭有傑採用，但他表示自己的個性溫和，與何士戎的性格有些差距，再加上第一部頗受好評，因此倍感壓力，但他認為可以找到自己與何士戎的共通點。在融入角色的期間，他的個性變得比較暴躁，讓他開玩笑地表示對此感到噁心，而到了後期，他有時甚至分不清楚自己是在戲裡還是戲外。由於宋柏緯沒有參與過太陽花學運，他透過在開拍前閱讀太陽花學運報導紀實著作《街頭守門人》，並觀看當時的新聞畫面和照片感受當時的情緒。
為了呈現不同族群的觀點，故事中安排了來自中國大陸安徽的交換學生黃茜，由中國大陸演員胡廣雯飾演，這是她參演的首部作品。鄭有傑認為必須忠實呈現臺灣校園中有中國大陸學生的事實，更是藉此傳達「換個角度看也許能看到更多」，他認為像黃茜這樣子願意相信自己所相信的、不放棄溝通的女孩是最美的，並表示胡廣雯與黃茜有類似的特質，都抱持著想要溝通的心來到臺灣。胡廣雯在接戲時被導演鄭有傑反覆詢問是否擔心自己會因為劇中許多與台灣相關的議題，而在接演後受到批評，但胡廣雯認為沒有擔心的必要。
夏騰宏飾演強烈支持臺灣獨立的郭展鵬（大鵬）。鄭有傑認為夏騰宏的聲音很迷人，而這也令他奠定了演繹角色的良好基礎，在鄭有傑看到他的爆發力後，他為大鵬增加了許多戲份。
楊烈飾演劇中虛構跨國巨型企業億煋集團的總裁賀興龍。雖然楊烈過去有過許多演出大老闆的經驗，但賀興龍的性質大不相同，因此對楊烈而言是不小的挑戰。鄭有傑表示，賀興龍可能是因為出身貧窮，因此願意花很大的代價換取經濟發展，這樣的角色需要有足以把一切都一肩扛起的霸氣。

### 拍攝
《他們在畢業的前一天爆炸2》的拍攝期為47日，後製期為兩個月。在這部劇中採用了強烈主導觀眾的拍攝方式。劇中涉及太陽花學運的情節，不僅還原了當時青島東路的場景，還重現佔領行政院的抗爭，用鎮暴水車在演員上噴水。此場景動員了超過兩百名臨時演員，在青島東路實景分階段封路三十個小時拍攝，在由美術組按照參考資料打造當時的場景，鄭有傑很讚賞美術總監陳柏任，認為他總是能在有限的預算內達到精準的場景設置。雖然當時正值雨季，但從佈置、拍攝至撤場等長達三十個小時的拍攝期間都沒有下雨。企劃統籌王藝樺表示，劇中僅運用少數的新聞和記錄片畫面，而噴水驅離、醫療站等場景皆是劇組攝製而成，為了避免攪擾附近居民，在拍攝時抗議場景時，演員僅是做出嘴型，抗議聲音是在白天另外錄製並剪接。最後的成品逼真到公視以為是取自資料畫面。胡廣雯回憶該場戲時表示：「第一次遇到灑水車，大家一起在那邊被淋，我被擠在中間，那種奮力抵抗、表達自我的方式，讓我相當震撼。」
為了讓法庭戲不偏離現實，鄭有傑到法庭旁聽，並讓劇本給四、五名律師過目，以免細節失真。

### 配樂

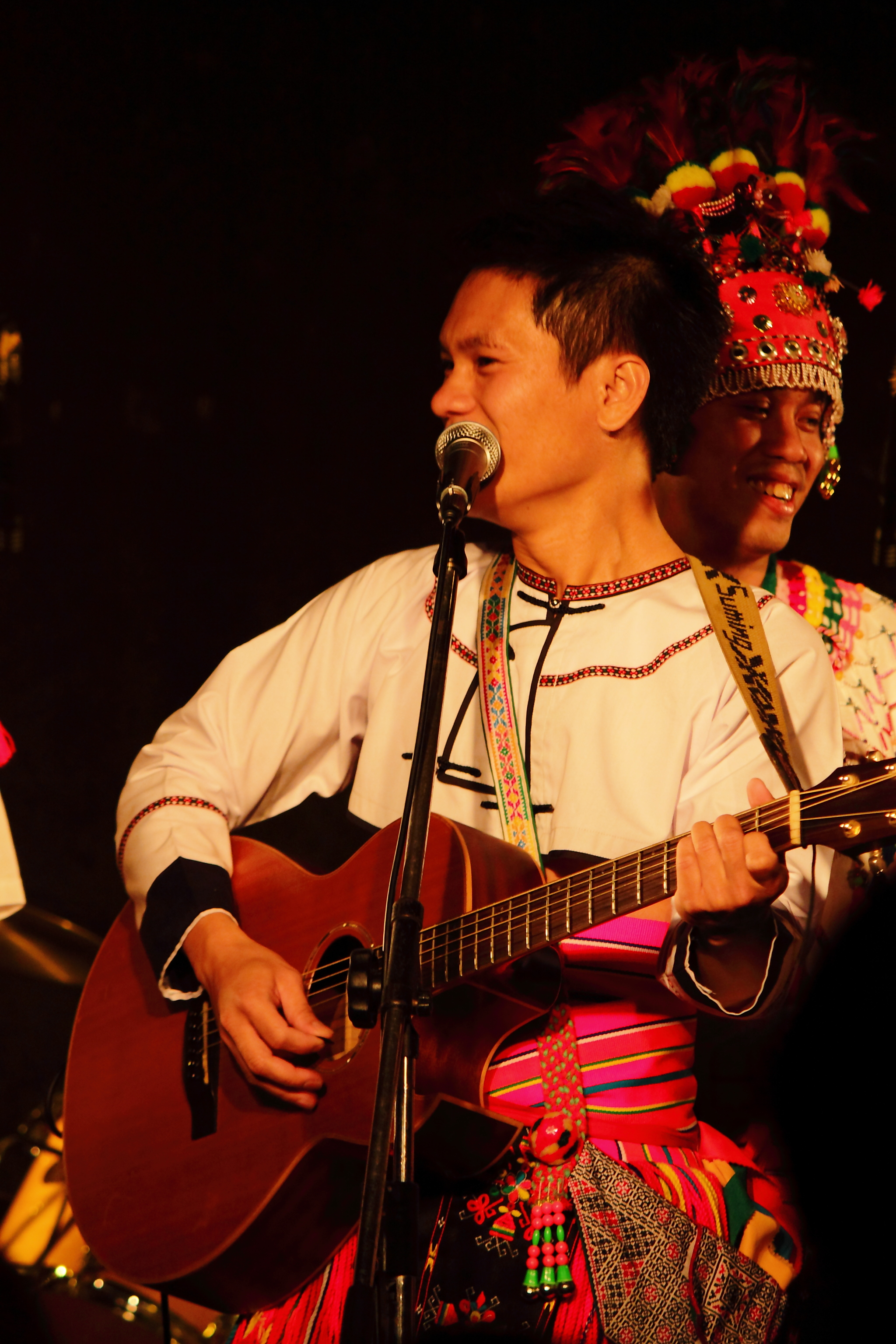
片尾曲《眼淚不要掉下來》的演唱者舒米恩。

《他們在畢業的前一天爆炸2》以法蘭黛樂團的《一時脆弱》做為片頭曲，由樂團主唱法蘭擔任音樂統籌，並使用劇中演員舒米恩的歌曲《眼淚不要掉下來》做為片尾曲。鄭有傑表示自己初識法蘭黛是在2015年，在蘭嶼放映完短片後偶然聽見她們的歌聲從附近的酒吧傳來，便感覺自己好像被一雙溫暖的手抱住，就此成為歌迷，而且自己在創作劇本時便常聽法蘭黛樂團的歌曲，因此成為雙方合作契機。被選為片頭曲的《一時脆弱》是法蘭在初至臺北打拼時因為感受到文化衝擊而寫成，鄭有傑認為這首歌就像裹著糖衣的炸彈，在甜蜜中蘊含暴力，帶來一種「華麗地墜落」的感覺，且歌曲呼應第二部的劇情，彷彿是殘酷社會的寫照。片尾曲《眼淚不要掉下來》是舒米恩在大學時期因面臨家被查封、無家可歸時的困境所創作的，由於該首歌曲的心境與旋律和故事相符，他在看完劇本後毛遂自薦，獲得採用。
| 曲序 | 曲目                           |           | 作曲      | 编曲                   | 演唱                      |
| ---- | ------------------------------ | --------- | --------- | ---------------------- | ------------------------- |
| 1.   | 《一時脆弱》（主题曲）         | Fran 法蘭 | 法蘭      | 法蘭黛樂團             | 法蘭黛樂團                |
| 2.   | 《眼淚不要掉下來》（片尾曲）   | 舒米恩    | 舒米恩    | 舒米恩、卓士堯、胡俊涵 | 舒米恩（feat. Fran 法蘭） |
| 3.   | 《多想將一切做得完美》（插曲） | Fran 法蘭 | Fran 法蘭 | 法蘭黛樂團             | 法蘭黛樂團                |
| 4.   | 《等地球爆炸》（插曲）         | 莊鵑瑛    | 沈聖哲    |                        | 王丁筑                    |
| 5.   | 《美麗島》（插曲）             | 陳秀喜    | 李雙澤    | 法蘭黛樂團             | 李品築                    |
| 6.   | 《像個孩子》（插曲）           | 卜星慧    | 卜星慧    |                        | 卜星慧                    |

## 播出
《他們在畢業的前一天爆炸2》的第一集在2017年7月25日於台北電影節特映，完整劇集自同月29日起至同年9月2日止於公視主頻首播，並在LINE TV、公視+7平台播映，LiTV 線上影視於2023年8月15日全劇上架。本來也在中國大陸影片網站愛奇藝上聯合播映，但愛奇藝在播出第二集之前無預警刪除影片並表示不再聯播。雖然愛奇藝表示此決策是出於排片規劃，企圖與其他平台有別，並改播《起鼓·出獅》，但臺灣不少評論均推測愛奇藝是因為該劇劇情涉及太陽花學運和臺灣獨立等敏感議題而停播，台灣師範大學政治學研究所教授范世平認為，太陽花學運啟發了香港佔中運動並促進了香港獨立運動，因此重現了學運的這部戲劇對中华人民共和国政府而言十分敏感，媒體改革運動者管中祥更認為愛奇藝的舉措是侵害言論自由，而公視則表示希望能有更多觀眾看到該部反映台灣社會現況的優質戲劇，並會如期交付後續的影片，同時否認外界揣測公視與愛奇藝「以片易片」的傳聞。而鄭有傑對此則表示遺憾，並認為愛奇藝畫出了一條無形的紅線，未來的創作者若想與愛奇藝合作，都會無時不刻地想到那條紅線。

## 劇情大綱
| 集數 | 首播日期      |
| 第1集 | 2017年7月29日 |
| --- | ------------- |
| 陳浩遠去世五年後，阿丁成為小有名氣的歌手，成揖就讀台華大學法學院。 阿丁受邀去億煋集團的活動演出，總裁賀興龍致詞時，台華大學浪潮社成員何士戎率眾鬧場，他的作風讓阿丁和成揖想起陳浩遠，兩人相約走出浩遠之死造成的陰影。阿丁和何士戎逐漸親近，成揖加入了浪潮社，一位來自中國的交換生黃茜也加入社團。 反服貿學運爆發，成揖和社團成員前往立法院支援。 |               |
| 第2集 | 2017年8月5日  |
| 由於商業媒體報導學運的角度十分偏頗，浪潮社成立「浪潮新聞」網站來報導現場的真實狀況。黃茜夾在「祖國」和台灣之間左右為難，只能靠著自己對新聞自由的信念支撐下去。成揖和士戎的父親都反對兒子加入學運。 黃茜謹守新聞倫理，成揖注重法律界限，兩人謹慎處理新聞稿，卻引來社員不滿。 有感於學生們的熱情，阿丁在網路直播演唱《美麗島》，隨即被中國網友貼上台獨藝人的標籤。經紀公司要求阿丁公開道歉。 |               |
| 第3集 | 2017年8月12日 |
| 阿丁不理解為何身為台灣人還必須為演唱一首歌而公開道歉，但經紀公司依合約向她要求巨額賠償金。成揖勸告阿丁不要輕舉妄動，他會設法以法律專業提出協助。 雖然浪潮新聞的點閱數隨著學運結束而下滑，但社團成員仍決定繼續保持學生社團性質，拒絕了國際基金的投資建議。 何士戎帶著阿丁前往經紀公司，利用浪潮新聞現場直播阿丁與老闆的對話，迫使經紀公司同意無條件解約。他們利用媒體達成自己的目的，但也引發嚴重的負面效應，兩人不得不前往何士戎鄉下老家禾豐村避居。 |               |
| 第4集 | 2017年8月19日 |
| 浪潮新聞因此次風波而宣告結束。黃茜發表文章探討媒體資本結構問題，但接收到的回應只有冷嘲熱諷，重重壓力使黃茜重病住院，過去最排擠她的社員大鵬因而有所悔悟 。黃茜出院後便返回中國。 避居禾豐村期間，何士戎向阿丁坦承，自己的母親也是陸配，因此他從小就對國族認同感到困惑。 何士戎進入想像新傳媒擔任調查記者，王丁筑找到願意投資自己的新製作人，而蔡成揖也順利考上檢察官。 |               |
| 第5集 | 2017年8月26日 |
| 親戚林永輝的女兒林家琪被診斷出罹患肝癌，何士戎懷疑肇因於億煋集團旗下工廠排放的廢氣。成揖告訴他應該先讓檢調介入，如果貿然發表報導，只會讓億煋集團有時間湮滅證據，但何士戎聽不進去。 何士戎向林永輝求助被拒，林永輝還透露，當年億煋集團在此建廠時，許多村民在抗爭中被打傷，但後來大家都靠這工廠謀生，何士戎的父親還高居業務部主管。女兒經歷痛苦的治療過程之後仍然病逝，林永輝收集了工廠的廢水樣本以及機密文件交給何士戎。就在何士戎寫完報導那一天，傳來林永輝死亡的消息。 想像新傳媒發表了汙染事件系列報導，檢察官隨後提起公訴，但因缺乏關鍵證據，只能輕判罰金和緩刑，董事長賀煋龍甚至無罪。億煋隨即告發想像新傳媒破壞聲譽，要求巨額賠償金。 |               |
| 第6集 | 2017年9月2日  |
| 已成為檢察官的蔡成揖認為，林永輝之死以及億煋集團脫罪，何士戎逞英雄的行為難辭其咎。 沮喪的何士戎竟然在想像新傳媒辦公室遇見賀興龍，原來公司同意讓億煋集團入股以換取撤告。賀興龍嘲諷何士戎無能為力，憤怒的何士戎持刀將他綁架，帶去禾豐村海邊鐵皮屋藏匿。何士戎打開網路直播，請網友投票決定是否處死賀興龍。 網路直播影像的背景被阿丁認出，檢警在她協助下找到鐵皮屋，成揖和何士戎的父親都趕到現場。何士戎聽到父親承認自己湮滅了關鍵證據，他絕望崩潰，放走賀興龍並引火自焚，成揖衝進火場將他帶出。成揖為何士戎上銬時告訴他要繼續活下去才有希望。何士戎坐上警車，逐漸隱沒在漫漫長夜中……                                                           |               |

## 收視率[52]
| 集數 | 首播日期      | 收視率 |
| ---- | ------------- | ------ |
| 1    | 2017年7月29日 | 0.28   |
| 2    | 2017年8月5日  | 0.12   |
| 3    | 2017年8月12日 | 0.15   |
| 4    | 2017年8月19日 | 0.08   |
| 5    | 2017年8月26日 | 0.12   |
| 6    | 2017年9月2日  | 0.18   |

## 迴響

### 評價
《他們在畢業的前一天爆炸2》在2017年4月26日於公共電視YouTube官方頻道釋出預告〈當青春遠走篇〉便備受期待，而在第一集播出後即受到廣泛好評，尤其是劇情中與臺灣社會議題相關之處更是受到盛讚，而劇中角色大鵬連珠砲似的怒吼引起網友共鳴，主角何士戎呼應第一部的台詞「這才是故意的」，也令觀眾回想起當時的衝擊。
在第二集劇中，王丁筑演唱《美麗島》而遭舉報為臺獨藝人的情節被認為影射2016年的周子瑜國旗事件，並受到普遍的好評。由於愛奇藝在第二集播出前便下架這部作品，也被認為與劇中情節相互呼應。另外，提供電影資訊的中國社群網站豆瓣亦將該劇連同《他們在畢業的前一天爆炸》條目一同移除。
對於是否拍攝第三季，鄭有傑認為「未來的事不好講」，並沒有下定論。

### 獲獎
《他們在畢業的前一天爆炸2》劇集和旗下工作人員、演員一共獲得了第53屆金鐘獎12項入圍，最終劇集獲得了迷你劇集獎，而導演鄭有傑獲得迷你劇集(電視電影)導演獎。金鐘獎評審讚揚該劇「格局宏大，鏡頭語言成熟，表演整齊動人」。鄭有傑在領獎時除了感謝評審、演員和工作人員，也呼籲言論自由的重要性，並感謝爭取言論自由的前輩。在典禮後，他表示台灣是兩岸三地還有言論自由的地方，因為該劇涉及許多海峽兩岸的現狀，可能再過幾年就不確定是否能拍。
入圍了迷你劇集(電視電影)女配角獎和迷你劇集(電視電影)新進演員獎的胡廣雯雖然沒能獲獎，但她還是感謝評審能選她入圍。鄭有傑也力薦胡廣雯，希望大家來找她拍戲。
| 年份   | 頒獎典禮     | 獎項                         | 入圍者                  | 結果 |
| ------ | ------------ | ---------------------------- | ----------------------- | ---- |
| 2018年 | 第53屆金鐘獎 | 迷你劇集獎                   | 他們在畢業的前一天爆炸2 | 獲獎 |
| 2018年 | 第53屆金鐘獎 | 迷你劇集(電視電影)男主角獎   | 巫建和                  | 提名 |
| 2018年 | 第53屆金鐘獎 | 迷你劇集(電視電影)男配角獎   | 宋柏緯                  | 提名 |
| 2018年 | 第53屆金鐘獎 | 迷你劇集(電視電影)女配角獎   | 胡廣雯                  | 提名 |
| 2018年 | 第53屆金鐘獎 | 迷你劇集(電視電影)新進演員獎 | 胡廣雯                  | 提名 |
| 2018年 | 第53屆金鐘獎 | 迷你劇集(電視電影)新進演員獎 | 夏騰宏                  | 提名 |
| 2018年 | 第53屆金鐘獎 | 迷你劇集(電視電影)導演獎     | 鄭有傑                  | 獲獎 |
| 2018年 | 第53屆金鐘獎 | 迷你劇集(電視電影)編劇獎     | 木二、鄭有傑            | 提名 |
| 2018年 | 第53屆金鐘獎 | 剪輯獎                       | 蘇珮儀                  | 提名 |
| 2018年 | 第53屆金鐘獎 | 音效獎                       | 陳灉、蔡瀚陞、Fran 法蘭 | 提名 |
| 2018年 | 第53屆金鐘獎 | 燈光獎                       | 王子碩                  | 提名 |
| 2018年 | 第53屆金鐘獎 | 美術設計獎                   | 陳柏任、黃明仁、鍾佳珮  | 提名 |

## 註腳
1. ↑  演員王丁筑在《他們在畢業的前一天爆炸》飾演女主角王丁筑時使用本名張家瑜。

## 外部連結
- 他們在畢業的前一天爆炸2的Facebook專頁

| 臺灣 公視主頻 每週六 21:00 - 23:00        | 臺灣 公視主頻 每週六 21:00 - 23:00                      | 臺灣 公視主頻 每週六 21:00 - 23:00 |
| ----------------------------------------- | ------------------------------------------------------- | ---------------------------------- |
|                                           | 他們在畢業的前一天爆炸2 （2017年7月29日－2017年9月2日） |                                    |
| 起鼓·出獅 （2017年7月8日－2017年7月22日） | 麻醉風暴2 （2017年9月9日－2017年10月28日）              |                                    |